# 栗田徹
栗田 徹（くりた とおる、旧姓：佐藤、1978年〈昭和53年〉3月16日 - ）は、日本中央競馬会（JRA）・美浦トレーニングセンターに所属する調教師である。

## 経歴
1978年3月16日、千葉県に生まれる。市立船橋高校、日本獣医畜産大学を卒業後、ノーザンファームに就職。2002年10月に競馬学校の厩務員課程に入学。2003年4月に萩原清厩舎の厩務員となり、5月には義父の栗田博憲厩舎で調教助手となる。
2011年3月に独立し、美浦トレーニングセンターで厩舎を開業。3月20日の阪神競馬場1R・3歳未勝利戦のヒダカアルテミスで初出走（10着）。4月9日の小倉競馬場7R・4歳500万下のジュモーで初勝利を飾った。
2011年10月13日、門別競馬場で行われたエーデルワイス賞（JpnIII）でシェアースマイルが優勝し、重賞初制覇。
2019年7月7日、中京競馬場で行われたプロキオンステークス（GIII）でアルクトスが優勝し、JRA重賞初制覇。2020年3月14日にはシャインガーネットがファルコンステークス（GIII）を制し、芝重賞初制覇。
2020年10月9日、東京競馬場9R・山中湖特別（2勝クラス）をククナが制し、現役107人目となるJRA通算200勝を挙げた。
2020年10月12日には盛岡競馬場のマイルチャンピオンシップ南部杯（JpnI）でアルクトスが優勝し、GI級競走初制覇を遂げた。2021年10月11日の同競走もアルクトスが制し、コパノリッキー（2016年・2017年）以来の連覇を飾っている。
2021年10月24日、阪神開催となった菊花賞（GI）にタイトルホルダーで出走し勝利。JRAGIおよびクラシック競走初制覇となった。タイトルホルダーの母メーヴェは義父・栗田博憲の管理馬だった。

## 調教師成績
- 以下の内容は、日本中央競馬会（JRA）[1]およびnetkeiba.com[8]に基づく。

|               | 日付           | 競馬場・開催  | 競走名            | 馬名             | 頭数 | 人気 | 着順 |
| ------------- | -------------- | ------------- | ----------------- | ---------------- | ---- | ---- | ---- |
| 初出走        | 2011年3月20日  | 1回阪神8日1R  | 3歳未勝利         | ヒダカアルテミス | 16頭 | 5    | 10着 |
| 初勝利        | 2011年4月9日   | 2回小倉11日7R | 4歳以上500万下    | ジュモー         | 16頭 | 2    | 1着  |
| 重賞初出走    | 2012年3月17日  | 1回中京5日11R | ファルコンS       | シェアースマイル | 18頭 | 16   | 13着 |
| 重賞初勝利    | 2019年7月7日   | 3回中京4日11R | プロキオンS       | アルクトス       | 16頭 | 2    | 1着  |
| GI初出走      | 2018年12月9日  | 5回阪神4日11R | 阪神ジュベナイルF | グレイシア       | 18頭 | 8    | 15着 |
| GI初勝利      | 2020年10月12日 | 8回盛岡6日11R | MCS南部杯         | アルクトス       | 16頭 | 6    | 1着  |
| JRA・GI初勝利 | 2021年10月24日 | 4回阪神6日11R | 菊花賞            | タイトルホルダー | 18頭 | 4    | 1着  |

## 主な管理馬
- 以下の内容は、netkeiba.com[3]に基づく。

### GI級競走優勝馬
- アルクトス（2019年プロキオンステークス、2020年マイルチャンピオンシップ南部杯、さきたま杯、2021年マイルチャンピオンシップ南部杯）
- タイトルホルダー（2021年弥生賞ディープインパクト記念、菊花賞、2022年・2023年日経賞連覇、2022年天皇賞（春）、宝塚記念）

### その他重賞競走優勝馬
- シェアースマイル（2011年エーデルワイス賞）
- シャインガーネット（2020年ファルコンステークス）